# Trypogeus cabigasi
Trypogeus cabigasi là một loài bọ cánh cứng trong họ Cerambycidae.